# Ефименко, Анна Владимировна
Анна Владимировна Ефименко (род. 1980) — российская спортсменка, трёхкратный серебряный призёр и бронзовый призёр XIII Летних Паралимпийских игр 2008 года в Пекине в плавании. Четырёхкратная чемпионка России. Мастер спорта международного класса.

## Биография
Анна Владимировна Ефименко родилась 9 марта 1980 года в г. Волгограде. Спортом начала заниматься в Школе высшего спортивного мастерства Московской области.

## Образование и карьера
Окончила Волгоградскую государственную академию физической культуры по специальности физическая культура и спорт. В настоящее время работает тренером по плаванию в Культурно-спортивном реабилитационном комплексе Всероссийского общества слепых.

## Награды
Награждена орденом Дружбы.

### Пекин-2008
Участвовала в финале четырёх заплывов. На дистанциях 50, 100 и 400 м кролем завоевала серебряные медали. На дистанции 50 м на спине выиграла бронзу.